# Achille Mauri
Achille Mauri (Milano, 16 settembre 1806 – Pisa, 15 ottobre 1883) è stato un politico, scrittore, patriota e fotografo italiano.
Le sue opere, gradite da Camillo Benso, diedero uno slancio alla preparazione dell'Unità d'Italia dal punto di vista culturale e letterario.

## Biografia
Nacque da Giuseppe Mauri e Angola Porro, ultimo di sei figli, di cui due morti bambini. Da giovane, dopo un'esperienza di seminario, si diede all'insegnamento letterario intorno al 1830. Nel 1835 pubblicò il suo primo libro, didattico, dal titolo Adolescenza e, successivamente, il romanzo biografico su Caterina Medici di Broni. Il volume fu pubblicato nel 1831 e nello stesso anno anche nell'Indicatore Lombardo e negli anni trenta usci in varie edizioni anche a Napoli. Successivamente fu pubblicato a Milano nel 1841. Lu ebbe vasta eco e fu ristampato in varie edizioni. Nel 1848 divenne segretario del governo provvisorio costituitosi in Lombardia dopo le Cinque giornate di Milano e redasse il manifesto alle nazioni europee del 12 aprile. Esule quindi in Piemonte dopo l'armistizio di Salasco, fu poi deputato di Arona. Ritiratosi dalla politica nel 1849, vi tornò nel 1871, quando divenne senatore del Regno, assumendo in seguito la direzione generale per gli affari del culto presso il ministero della Giustizia.

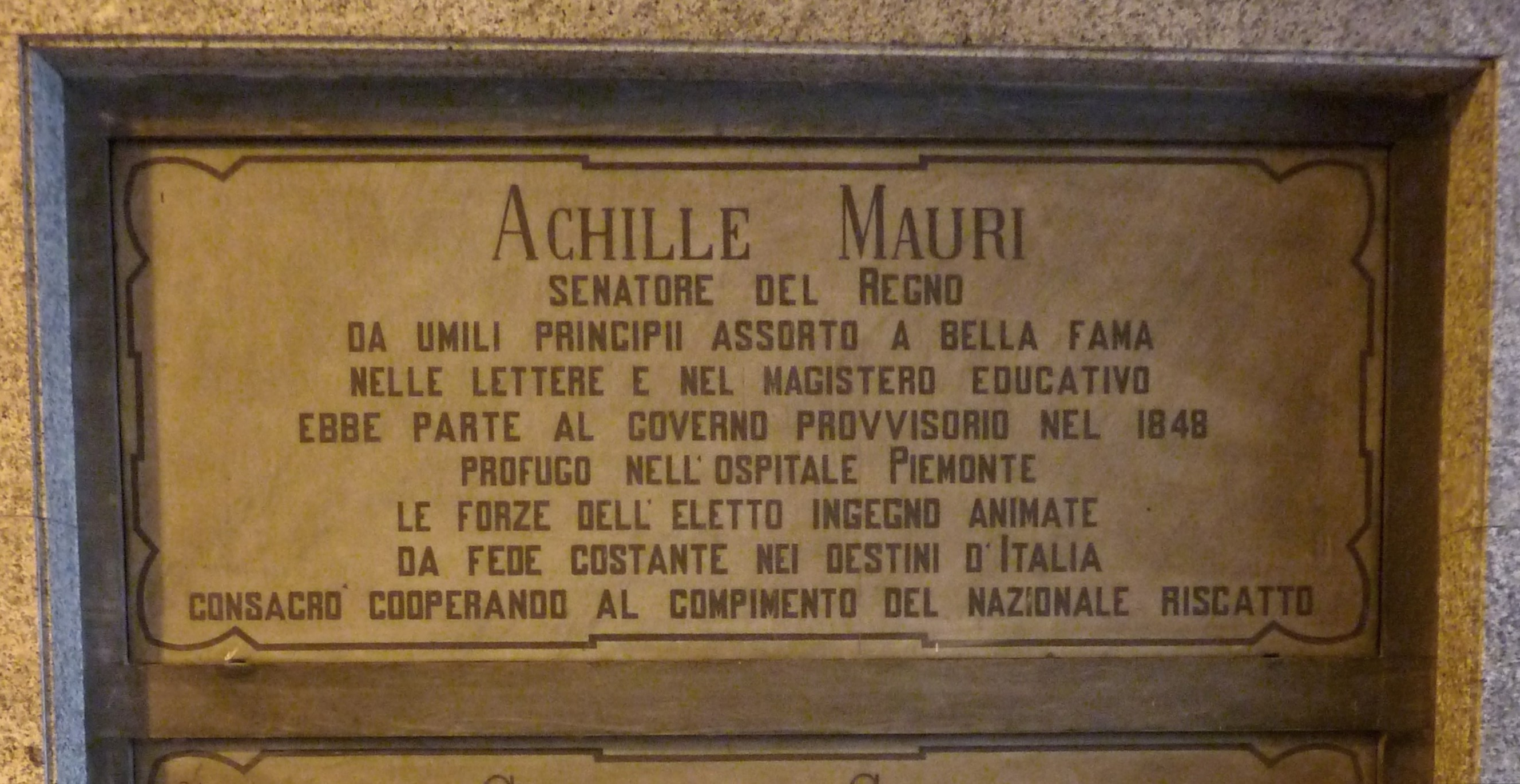
La tomba di Achille Mauri al Cimitero Monumentale di Milano

Di particolare prestigio è una sua ricca opera di buone fotografie sullo sviluppo del regno di Umberto I nel periodo 1863-1870, titolata fotografo di Sua Maestà e successivamente una direzione dell'edizione milanese di una collana su Galileo Galilei.
Dopo aver rilevato lo studio fotografico di Napoli di Alphonse Bernoud nel 1872, come sostiene Piero Becchetti, si appropria delle lastre negative dei soggetti napoletani di Bernoud rendendo difficile riconoscerne la paternità.
Mauri muore nel 1883 ed è tumulato nel Cimitero Monumentale di Milano, nella Cripta del Famedio.